# Norra Vånga distrikt
Norra Vånga distrikt är ett distrikt i Vara kommun och Västra Götalands län. 
Distriktet ligger öster om Vara. 

## Tidigare administrativ tillhörighet
Distriktet inrättades 2016 och utgörs av socknen Norra Vånga i Vara kommun.
Området motsvarar den omfattning Norra Vånga församling hade vid årsskiftet 1999/2000.